# Ukrainische Fußballnationalmannschaft/Europameisterschaften
Der Artikel beinhaltet eine ausführliche Darstellung der ukrainischen Fußballnationalmannschaft bei Europameisterschaften und den Qualifikationen dazu.

## Teilnahmen an Fußball-Europameisterschaften
Die Ukraine war Teil der UdSSR. Diese nahm an den Europameisterschaften 1960 bis 1992 teil. Die Sowjetunion gewann bereits die erste Meisterschaft. In der 1960er Europameistermannschaft spielte der Ukrainer Wladimir Maslatschenko mit. 1972 wurde die Sowjetunion Vizeeuropameister. Damals waren die ukrainischen Spieler Jurij Istomyn, Anatolij Konkow, Eduard Kosynkewytsch, Wolodymyr Onyschtschenko, Wolodymyr Troschkin Mitglied des Teams. Diese Elf wurde von Alexander Ponomarjow trainiert, der in der Ukraine geboren war. 1988 wurde die Sowjetunion wieder Vizeeuropameister. Hier waren Anatoliy Demyanenko, Hennadij Lytowtschenko, Oleksandr Sawarow, Oleksij Mychajlytschenko, Serhij Baltatscha, Wassili Raz, Ihor Bjelanow, Oleh Protassow und Wiktor Passulko Spieler aus der Ukraine. Trainer war der Ukrainer Walerij Lobanowskyj. Nach der Auflösung der Sowjetunion nahm die Ukraine erstmals an der Qualifikation zur EM 1996 teil. Bei dieser Qualifikation und den folgenden scheiterte man. 2012 war die Ukraine zusammen mit Polen Gastgeber der EM und nahm damit erstmals teil. 2015 konnte sie sich erstmals sportlich für die 2016 erstmals mit 24 Mannschaften ausgetragene Endrunde qualifizieren.
| Jahr | Gastgeberland           | Teilnahme bis …    | Letzte(r) Gegner               | Ergebnis | Trainer              | Bemerkungen und Besonderheiten |
| ---- | ----------------------- | ------------------ | ------------------------------ | -------- | -------------------- | --- |
| 1996 | England                 | nicht qualifiziert |                                |          |                      | In der Qualifikation an Kroatien und Vizeweltmeister Italien gescheitert. |
| 2000 | Niederlande und Belgien | nicht qualifiziert |                                |          |                      | In den Relegationsspielen an Slowenien gescheitert. |
| 2004 | Portugal                | nicht qualifiziert |                                |          |                      | In der Qualifikation am späteren Europameister Griechenland und Spanien gescheitert. |
| 2008 | Österreich und Schweiz  | nicht qualifiziert |                                |          |                      | In der Qualifikation an den Finalisten der WM 2006 Frankreich und Italien gescheitert. |
| 2012 | Polen und Ukraine       | Vorrunde           | Schweden, Frankreich, England  | 13.      | Oleh Blochin         | Nach einem Auftaktsieg gegen Schweden wurden die beiden anderen Spiele verloren, so dass die Ukraine als Gruppendritter ausschied. |
| 2016 | Frankreich              | Vorrunde           | Deutschland, Nordirland, Polen | 24.      | Mychajlo Fomenko     | Nach zwei Niederlagen in den ersten beiden Spielen hatten die Ukrainer keine Chance mehr sich für das Achtelfinale zu qualifizieren und verloren auch das letzte Spiel. |
| 2021 | Europa                  | Viertelfinale      | England                        | 8.       | Andrij Schewtschenko | In der Qualifikation konnte sich die Ukraine gegen Litauen, Luxemburg, Titelverteidiger Portugal und Serbien durchsetzen. Gegner bei der Endrunde waren die Niederlande, Österreich und Mazedonien in der Gruppenphase und Schweden im Achtelfinale. |
| 2024 | Deutschland             | Vorrunde           | Rumänie, Slowakei, Belgien     | 17.      | Serhij Rebrow        | In der Qualifikation als Gruppendritter hinter den Finalisten der letzten EM (England und Italien) die direkte Qualifikation verpasst. In den Play-offs traf die Ukraine im Halbfinale auf Bosnien und Herzegowina und gewann mit 2:1. Im Play-off-Finale setzte sich das Team mit 2:1 gegen Island durch und erreichte somit die Endrunde der Fußball-Europameisterschaft. |

## Endrunden mit 16 Teilnehmern

### 1996
Nachdem die Gemeinschaft unabhängiger Staaten 1992 noch an der EM-Endrunde teilgenommen hatten, nahmen die Staaten der ehemaligen Sowjetunion erstmals getrennt an der Qualifikation für die EM 1996 teil. Die Ukraine traf dabei auf Kroatien, Italien, Litauen, Slowenien und Estland, von denen außer Italien alle ebenso wie die Ukraine zum ersten Mal an einer EM-Qualifikation teilnahmen. Die von Anatolij Konkow trainierten Ukrainer starteten mit einer 0:2-Heimniederlage gegen Litauen und einem torlosen Remis gegen Slowenien. Erst im dritten Spiel gelang Serhiy Konovalov beim 3:0 gegen Estland das erste Qualifikationstor für die Ukraine. Nach zwei weiteren Niederlagen gegen Kroatien und Italien folgten zwar drei Siege, aber nach zwei Niederlagen in den beiden letzten Spielen blieb nur der vierte Platz mit 10 Punkten Rückstand auf die beiden für die Endrunde qualifizierten Mannschaften. Nach der verpassten Qualifikation übernahm József Szabó das Amt des Nationaltrainers.

### 2000
Vier Jahre später lief die Gruppenphase schon deutlich besser. Gegen Frankreich, Russland, Island, Armenien und Andorra, das erstmals teilnahm, gelangen je fünf Siege und Unentschieden. Die Ukraine gehörte damit zwar zum Kreis von nur vier Mannschaften, die kein Spiel verloren hatten, hatten aber einen Punkt weniger als Frankreich und mussten als Gruppenzweiter in die Relegation. Gegner war Slowenien und nach einem 1:2 in Ljubljana reichte das 1:1 im Rückspiel nicht, um das EM-Ticket zu buchen. Slowenien schied dann bei der Endrunde in der Gruppenphase aus. Mit dem erneuten Verpassen der Endrunde endete die Amtszeit von József Szabó. Sein Nachfolger wurde Walerij Lobanowskyj, der gleichzeitig Trainer von Dynamo Kiew war.

### 2004
Vier Jahre später reichte es dann nicht einmal für die Playoff-Spiele der Gruppenzweiten. Nach der verpassten Qualifikation für die WM 2002 hatte Leonid Burjak das Amt des Nationaltrainers übernommen. In einer Gruppe mit Griechenland, Spanien, Armenien und Nordirland wurde zwar der spätere Gruppensieger Griechenland geschlagen, darüber hinaus gelang aber nur noch ein Sieg gegen Armenien. Vier Remis bei zwei Niederlagen reichten dann nur noch für Platz 3. Gruppensieger Griechenland wurde bei der Endrunde dann sensationell Europameister. Der Gruppenzweite Spanien qualifizierte sich über die Playoffs gegen Norwegen, schied aber bei der Endrunde in der Gruppenphase aus. Für Burjak kam mit der verpassten Qualifikation das Ende seiner Amtszeit, ihn beerbte Oleh Blochin.

### 2008
Nachdem sich die Ukraine unter Oleh Blochin für die WM 2006 qualifiziert und dort erst im Viertelfinale gegen den späteren Weltmeister Italien ausgeschieden war, bestanden berechtigte Hoffnungen sich auch erstmals für die EM-Endrunde zu qualifizieren. Allerdings hatten die Ukrainer eine schwere Gruppe erwischt, denn sie trafen auf die beiden WM-Finalisten Frankreich und Italien, die Platz 1 und 2 unter sich ausmachten. Weitere Gegner waren die Schotten, die sich noch vor den Ukrainern Platz 3 sicherten, sowie Litauen, Georgien und die Färöer. Nach dem Verpassen der Qualifikation erklärte Blochin im Dezember 2007 seinen Rücktritt. Sein Nachfolger wurde Oleksij Mychajlytschenko, dem es aber nicht gelang, die Ukraine zur WM 2010 zu führen.

### 2012

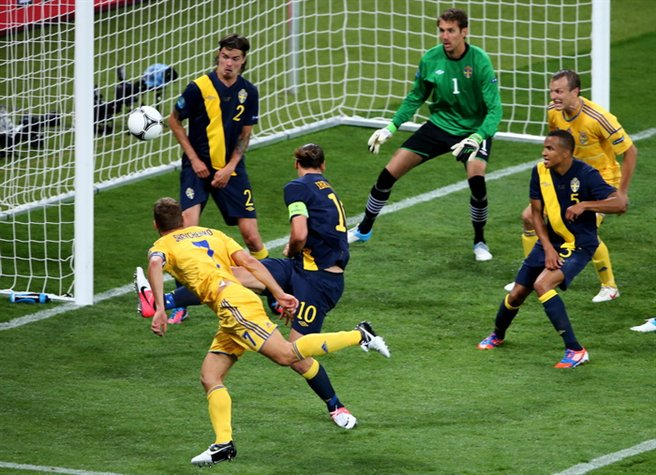
Andrij Schewtschenko köpft im Spiel gegen Schweden das Siegtor zum 2:1

Aufstellungen im ersten Endrundenspiel der Ukrainer

Vier Jahre später musste sich die Ukraine nicht qualifizieren, denn zusammen mit Polen wurde ihr die Ausrichtung der Endrunde anvertraut. Nach der verpassten Qualifikation für die WM 2010 wurden 25 Testspiele durchgeführt, von denen zehn gewonnen wurden. Der beste Gegner bei einem Sieg waren die auf Platz 22 der FIFA-Weltrangliste platzierten Norweger. Das beste Resultat gegen eine Top-10-Mannschaft war ein 1:1 gegen die auf Platz 2 liegenden Niederländer. So trat nach nur vier Spielen der erst im Februar 2010 ins Amt gekommene Myron Markewytsch als Nationaltrainer zurück. Das Amt wurde zunächst von Jurij Kalytwynzew übernommen, ehe Oleh Blochin im April 2011 erneut das Amt übernahm. Auch unter ihm gelangen keine Siege gegen Top-10-Mannschaften und die beiden letzten Testspiele vor der EM gegen Österreich und die Türkei, die sich nicht für die Endrunde qualifiziert hatten, wurden ebenfalls verloren. Dennoch gelang im Auftaktspiel ein 2:1 gegen Schweden, bei dem Rekordtorschütze und Kapitän Andrij Schewtschenko beide Tore erzielte. Dies blieben aber die einzigen Endrundentore für die Ukraine, denn gegen Frankreich folgte eine 0:2-Niederlage und gegen England ein 0:1, mit dem Schewtschenko seine Länderspielkarriere beendete. Auch Blochin trat nach dem Vorrundenaus zurück und übernahm das Traineramt bei Dynamo Kiew, wo er allerdings auch wenig Erfolg hatte und im April 2014 entlassen wurde.

## Endrunden mit 24 Teilnehmern

### 2016
An der EM nehmen erstmals 24 Mannschaften teil. Für die Auslosung der Qualifikationsgruppen, die am 23. Februar 2014 erfolgte, war die Ukraine in Topf 2 gesetzt. Die Ukraine wurde in Gruppe C mit Titelverteidiger Spanien gelost. Aus den anderen Töpfen wurden zugelost: die Slowakei, Belarus, Luxemburg und Mazedonien.
Die beiden Gruppenersten qualifizieren sich direkt für die EM-Endrunde. Sollte die drittplatzierte Mannschaft bester Gruppendritter sein, ist sie ebenfalls direkt qualifiziert. Die übrigen Gruppendritten spielen in Playoffs vier weitere Teilnehmer aus.
Die seit Dezember 2012 von Mychajlo Fomenko trainierte Ukraine startete am 8. September 2014 mit einer 0:1-Heimniederlage gegen die Slowakei, danach folgten drei Siege, ehe zum Ende der ersten Hälfte in Spanien verloren wurde. Vor und nach der Sommerpause 2015 gelangen noch zwei Siege, danach aber nur ein torloses Remis in der Slowakei. Somit lagen die Ukrainer vor den beiden letzten Spielen nur auf Platz 3, waren aber bester Gruppendritter, womit sie direkt qualifiziert gewesen wären. Da von den beiden letzten Spielen nur das Spiel beim Gruppenletzten Mazedonien gewonnen, das Heimspiel gegen Spanien aber verloren wurde und sie damit in der Rangliste der Gruppendritten noch von der Türkei und Ungarn überholt wurden, musste sich die Ukraine über die Playoffspiele der Gruppendritten gegen Slowenien qualifizieren. Dies gelang durch einen 2:0-Heimsieg und ein 1:1 im Auswärtsspiel. Dabei fiel der Ausgleichstreffer in der siebten Minute der Nachspielzeit. Bei der am 12. Dezember 2015 durchgeführten Gruppenauslosung war die Ukraine Topf 2 zugeordnet und konnte damit auf Gastgeber Frankreich, Titelverteidiger Spanien oder Weltmeister Deutschland treffen. Sie wurde dann der Gruppe mit Deutschland zugelost. Weitere Gegner waren EM-Neuling Nordirland und Polen. Nach zwei 0:2-Niederlagen in den ersten beiden Spielen, hatten die Ukrainer als erste Mannschaft keine Chance mehr sich für die K.-o.-Runde zu qualifizieren und verloren dann auch das letzte Spiel. Damit schieden sie als einzige Mannschaft ohne Punktgewinn und Tor aus. Nach der EM trat Fomenko als Nationaltrainer zurück, sein Co-Trainer, der Rekordtorschütze der Ukraine Andrij Schewtschenko übernahm den Posten.

### 2021
In der Qualifikation für die paneuropäische EM konnte sich die Ukraine gegen Litauen, Luxemburg, Titelverteidiger Portugal und Serbien durchsetzen. Dabei starteten die Ukrainer mit einem torlosen Remis in Portugal. Danach folgten sechs Siege und mit dem sechsten Sieg, einem 2:1-Heimsieg gegen Portugal gelang die vorzeitige Qualifikation.
Für die Auslosung der Endrunde wurde die Ukraine Topf 1 zugeordnet. Da sich in diesem Topf als einziger Nichtgastgeber noch Belgien befand, musste die Ukraine einem Gastgeber aus Topf 2 oder 3 zugeordnet werden. Übrig blieben die Gruppe mit Dänemark und Russland sowie die Gruppe mit den Niederlanden. Weil die Ukraine aus politischen Gründen nicht in eine Gruppe mit Russland sollte, blieb die Gruppe der Niederlande. Bei der Auslosung am 30. November 2019 wurden dann Österreich und eine Mannschaft zugelost, die sich im März 2021 noch über die Playoffs qualifizieren musste, was Nordmazedonien gelang. Nach einer Niederlage gegen die Niederlande, einem Sieg gegen Nordmazedonien und einer Niederlage gegen Österreich zogen die Ukrainer als viertbester Gruppendritter ins Achtelfinale. Dies konnten sie durch ein Tor in der Nachspielzeit der Verlängerung mit 2:1 gegen Schweden gewinnen. Im Viertelfinale gegen England waren sie dann chancenlos und verloren mit 0:4. Durch das Erreichen des Viertelfinales machten sie aber zusammen mit Österreich den größten Sprung in der ewigen Rangliste, da sie sich um neun Plätze verbesserten.

### 2024
In der Qualifikation für die zweite EM in Deutschland traf die Ukraine auf die beiden Finalisten der letzten EM, England und Italien, was zuvor noch nie vorkam. Hinter diesen beiden Mannschaften wurden die Ukrainer Dritte, wobei sie im letzten Spiel gegen Italien mit einem Sieg noch Zweite geworden wären, aber nur zu einem torlosen Remis kamen. Das „Heimspiel“ der Ukrainer fand in Leverkusen statt, da aufgrund des russischen Angriffskrieges die Ukraine ihre Heimspiele auf neutralem Platz austragen musste. Hinter sich lassen konnte die Ukraine Nordmazedonien und Malta. Als zweitbester Gruppenzweiter haben sie aber noch die Chance sich über die Play-offs zu qualifizieren, da sich zwei Gruppensieger der Liga B direkt qualifizierten. Im Halbfinale der Play-offs mussten sie zunächst gegen Bosnien und Herzegowina antreten, das Heimrecht hatte. Nach einem 0:1-Rückstand durch ein Eigentor, konnten die Ukrainer in der Schlussphase das Spiel noch drehen und durch Tore in der 85. und 88. Minute gewinnen. Nach dem Sieg hätten sie theoretisch Heimrecht gegen Island, den Sieger des Spiels gegen Israel, mussten aber im polnischen Wrocław spielen. Die Ukraine drehte das Spiel nach Islands Führung durch den Ausgleich in der 54. Minute und dem Siegtor in der 84. Minute und gewann mit 2:1. Gruppengegner bei der Endrunde der Europameisterschaft waren Belgien, Rumänien und die Slowakei.
Nach einer 0:3-Niederlage gegen Rumänien wurde zwar gegen die Slowakei mit 2:1 gewonnen, das abschließende torlose Remis gegen Belgien reichte aber nicht zum Weiterkommen, da alle vier Mannschaften der Gruppe je einen Sieg, ein Remis und eine Niederlage hatten, die Ukraine aber die schlechteste Tordifferenz. Somit waren erstmals in der EM-Geschichte alle vier Mannschaften einer Gruppe punktgleich und die Ukrainer wurden als erste Mannschaft mit vier Punkten Gruppenletzte.

## Spieler mit den meisten Einsätzen bei Europameisterschaften
| Name                     | Spiele | Jahr (Spiele)                          |
| ------------------------ | ------ | -------------------------------------- |
| Andrij Jarmolenko        | 14     | 2012 (3), 2016 (3), 2021 (5), 2024 (3) |
| Oleksandr Sintschenko    | 11     | 2016 (3), 2021 (5), 2024 (3)           |
| Oleksij Mychajlytschenko | 8      | 1988 (5), 1992 (3)                     |
| Serhij Sydortschuk       |        | 2016 (2), 2021 (5), 2024 (1)           |
| Roman Jaremtschuk        |        | 2021 (5), 2024 (3)                     |
| Mykola Matwijenko        |        | 2021 (5), 2024 (3)                     |
| Illja Sabarnyj           |        | 2021 (5), 2024 (3)                     |
| Mykola Schaparenko       |        | 2021 (5), 2024 (3)                     |
| Oleh Kusnezow            | 7      | 1988 (4), 1992 (3)                     |
| Ruslan Malinowskyj       |        | 2021 (4), 2024 (3)                     |
| Taras Stepanenko         |        | 2016 (3), 2021 (2), 2024 (2)           |
| Jewhen Chatscheridi      | 6      | 2012 (3), 2016 (3)                     |
| Jewhen Konopljanka       |        | 2012 (3), 2016 (3)                     |
| Andrij Pjatow            |        | 2012 (3), 2016 (3), 2021 (0)           |
| Oleh Protassow           | 5      | 1988 (5)                               |
| Wassili Raz              |        | 1988 (5)                               |
| Oleksandr Sawarow        |        | 1988 (5)                               |
| Heorhij Buschtschan      |        | 2021 (5), 2024 (0)                     |
| Oleksandr Karawajew      |        | 2021 (5)                               |
| Witalij Mykolenko        |        | 2021 (4), 2024 (1)                     |
| Wiktor Zyhankow          |        | 2021 (4), 2024 (1)                     |

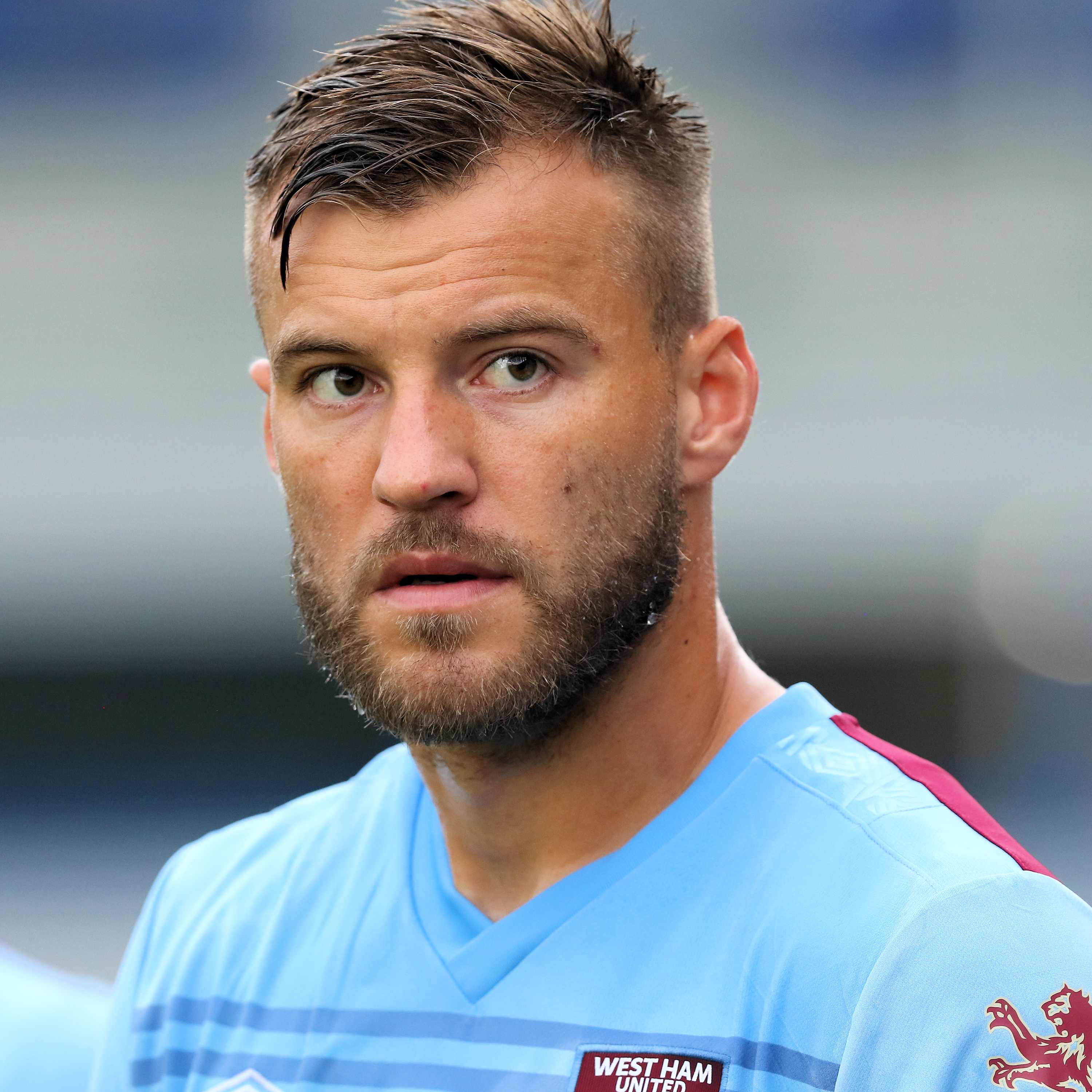
Andrij Jarmolenko, ukrainischer EM-Rekordspieler, wurde in allen EM-Spielen der Ukrainer eingesetzt

Anmerkung: Kursiv gesetzte Spieler spielten für die UdSSR und/oder für die GUS (1992). Die in der ukrainischen SSR geborenen Dobrowolski, Kantschelskis und Onopko spielten aber später für Russland, u. a. bei der EM 1996.
Stand: 26. Juni 2024

## Spieler mit den meisten Toren bei Europameisterschaften
| Tore | Spieler                  | Jahr (Tore)                            |
| ---- | ------------------------ | -------------------------------------- |
| 03   | Roman Jaremtschuk        | 2021 (2), 2024 (1)                     |
| 02   | Oleh Protassow           | 1988 (2)                               |
|      | Andrij Schewtschenko     | 2012 (2)                               |
|      | Andrij Jarmolenko        | 2012 (0), 2016 (0), 2021 (2), 2024 (0) |
| 01   | Igor Dobrowolski         | 1992 (1)                               |
|      | Hennadij Lytowtschenko   | 1988 (1)                               |
|      | Oleksij Mychajlytschenko | 1988 (1)                               |
|      | Wiktor Passulko          | 1988 (1)                               |
|      | Wassili Raz              | 1988 (1)                               |
|      | Artem Dowbyk             | 2021 (1), 2024 (0)                     |
|      | Oleksandr Sintschenko    | 2021 (1), 2024 (0)                     |
|      | Mykola Schaparenko       | 2024 (1)                               |

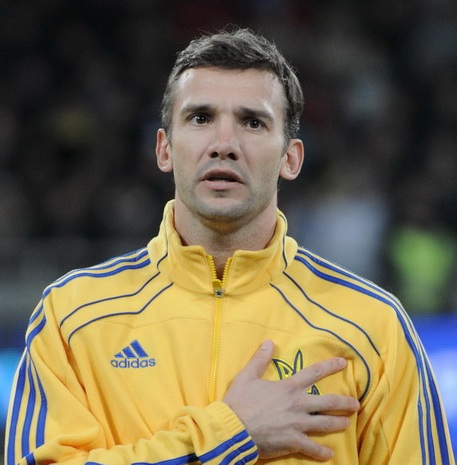
Andrij Schewtschenko, erster EM-Torschütze für die Ukraine

Anmerkung: Kursiv gesetzte Spieler erzielten die Tore für die UdSSR bzw. die GUS (Dobrowolski). Der in der ukrainischen SSR geborene Dobrowolski spielte aber später für Russland.
Stand: 26. Juni 2024

## Anteil der im Ausland spielenden Spieler im EM-Kader
| Jahr (Spiele) | Anzahl (Länder)                                                                                          | Spieler (Einsätze) |
| ------------- | --- | --- |
| 2012 (3)      | 2 (1 in Deutschland, 1 in Russland)                                                                      | Anatolij Tymoschtschuk (3); Andrij Woronin (2) |
| 2016 (3)      | 5 (1 in Kasachstan, 2 in Russland, 1 in Spanien, 1 in der Türkei)                                        | Anatolij Tymoschtschuk (1), Jewhen Konopljanka (3); Bohdan Butko (1), Oleksandr Sintschenko (3); Denys Bojko |
| 2021 (5)      | 8 (4 in Belgien, 2 in England, 1 in Italien, 1 in Ungarn)                                                | Roman Besus (1), Roman Jaremtschuk (5), Jewhenij Makarenko (2), Eduard Sobol (1); Andrij Jarmolenko (5), Oleksandr Sintschenko (5); Ruslan Malinowskyj (4); Oleksandr Subkow (1)                                                                                      |
| 2024 (3)      | 12 (1 in Belgien, 4 in England, 1 in Italien, 1 in Österreich, 1 in Portugal, 4 in Spanien, 1 in Ungarn) | Serhij Sydortschuk (1); Mychajlo Mudryk (2), Witalij Mykolenko (1), Illja Sabarnyj (3), Oleksandr Sintschenko (3); Ruslan Malinowskyj (3); Maksym Talowjerow (0); Anatolij Trubin (2); Artem Dowbyk (3), Roman Jaremtschuk (3), Andrij Lunin (1), Wiktor Zyhankow (1) |

Stand: 26. Juni 2024

## Spiele
Die Ukrainer bestritten bisher 14 Spiele, von denen vier gewonnen wurden und das bisher letzte Spiel remis endete. Alle anderen Spiele wurden verloren. Bisher spielten die Ukrainer gegen zwölf verschiedene Mannschaften, aber nie gegen den Titelverteidiger. Nur gegen England und Schweden wurde zweimal gespielt. Die Ukrainer hatten drei Heimspiele, ein Auswärtsspiel und zehn Spiele auf neutralem Platz. Die Niederlage gegen Nordirland ist die erste und damit höchste gegen die Nordiren. Die letzte Niederlage gegen England sowohl die höchste Niederlage gegen die Engländer als auch in einem EM-Spiel.

### Alle EM-Spiele
| Nr. | Datum         | Ergebnis  | Gegner         | Anlass        | A/H/* | Austragungsort                  | Bemerkungen |
| --- | ------------- | --------- | -------------- | ------------- | ----- | ------------------------------- | --- |
| 1   | 13. Juni 2012 | 2:1       | Schweden       | Gruppenspiel  | H     | Kiew                            | |
| 2   | 15. Juni 2012 | 0:2       | Frankreich     | Gruppenspiel  | H     | Donezk                          | |
| 3   | 19. Juni 2012 | 0:1       | England        | Gruppenspiel  | H     | Donezk                          | 111. und letztes Länderspiel von Rekordtorschütze Andrij Schewtschenko                                              |
| 4   | 12. Juni 2016 | 0:2       | Deutschland    | Gruppenspiel  | *     | Villeneuve-d’Ascq (Lille) (FRA) | |
| 5   | 16. Juni 2016 | 0:2       | Nordirland     | Gruppenspiel  | *     | Décines-Charpieu (Lyon) (FRA)   | |
| 6   | 21. Juni 2016 | 0:1       | Polen          | Gruppenspiel  | *     | Marseille (FRA)                 | Letztes Spiel unter Mychajlo Fomenko, 144. und letztes Länderspiel von Rekordnationalspieler Anatolij Tymoschtschuk |
| 7   | 13. Juni 2021 | 2:3       | Niederlande    | Gruppenspiel  | A     | Amsterdam (NLD)                 | |
| 8   | 17. Juni 2021 | 2:1       | Nordmazedonien | Gruppenspiel  | *     | Bukarest (ROU)                  | |
| 9   | 21. Juni 2021 | 0:1       | Österreich     | Gruppenspiel  | *     | Bukarest (ROU)                  | |
| 10  | 29. Juni 2021 | 2:1 n. V. | Schweden       | Achtelfinale  | *     | Glasgow (SCO)                   | |
| 11  | 3. Juli 2021  | 0:4       | England        | Viertelfinale | *     | Rom (ITA)                       | |
| 12  | 17. Juni 2024 | 0:3       | Rumänien       | Gruppenspiel  | *     | München (DEU)                   | |
| 13  | 21. Juni 2024 | 2:1       | Slowakei       | Gruppenspiel  | *     | Düsseldorf (DEU)                | |
| 14  | 26. Juni 2024 | 0:0       | Belgien        | Gruppenspiel  | *     | Stuttgart (DEU)                 | |

## Negativrekorde
- Die meisten Spiele in Folge ohne Torerfolg: 5× (2012 bis 2016)